# 喀戎
喀戎（羅馬化：Cheírōn）也譯奇戎，是希腊神话中非常著名的贤人，属于半人马族。

## 介绍
在希腊神话中，半人马居住于希腊中东部屏达思山和爱琴海之间、叫做忒萨利和阿耳卡狄亚的两个地区。他们经常因为放荡和好色而被描述成酒神狄俄倪索斯的追随者，他们中的一个例外便是喀戎。

## 傳說
凱隆是水仙女菲呂拉與克洛諾斯的孩子。無法接受凱隆樣貌的菲呂拉，請宙斯將自己變成菩提樹，拋棄了凱隆。與其他兇殘野蠻的半人馬不同，凱隆以其和善及智慧著稱，所以在中文裏也常被美称为人马。他從阿波羅和阿提米絲學習了音樂、醫術、狩獵等各種技藝，爾後成為多位希腊英雄的導師，當中包括珀耳修斯、忒修斯、阿基里斯、伊阿宋和赫拉克勒斯。他也是医药之神阿斯克勒庇俄斯的老师。
赫拉克勒斯在一次追杀半人马强盗的过程中误伤了他的老师喀戎，使用的正是当年老师赠送的无坚不摧的箭，那支箭穿过一个半人马强盗的身体，射中了后面喀戎的膝蓋；喀戎本是不死之身，但赫拉克勒斯的箭浸泡了九头蛇许德拉毒血，喀戎感到疼痛的折磨超过死亡。当时普罗米修斯因為偷了天火給人類使用，正被宙斯綁在高加索山上受苦刑，喀戎决定将自己与普罗米修斯交换，自己放弃永生让普罗米修斯恢復自由，使两方都得以解脱。后被宙斯升上天空，成为半人马座（罗马诗人奧維德: Fasti v.379）。
由于希腊人继承了苏美尔人的黄道星座体系，常有将黄道星座人马座（也称“射手座”）與后者半人马座相混淆。在埃拉托斯特尼的希腊神话体系中，人马座是缪斯女神们为了纪念陪伴她们的薩堤爾克洛托斯而请求宙斯将后者升上天空的星座。由于克洛托斯发明了射箭并擅长骑马狩猎，宙斯为成为星座的克洛托斯添了马身和弓箭。

## 天文學上的凱隆
凱隆在天文学上是指类似凱龍星（小行星2060号）的，又称“柯瓦尔天体”的天体，是一颗位于土星和天王星轨道之间的远日小行星。1977年由查爾斯·科瓦爾（C.T.Kowal）发现。

## 流行文化
- 凱隆在輕小說《Fate/Apocrypha》中以黑之陣營的「Archer」職階登場，以人類的身體現世以免真名被識破，寶具為「天蠍一射」；之後在手機遊戲《Fate/Grand Order》中沿用《Fate/Apocrypha》的資料，但以半人馬形態登場。

- 在《神話世紀》戰役中以英雄身分出現,在第七章:解救人頭馬登場,主角亞肯多斯與艾傑克斯離開特洛伊後解救被強盜囚禁的喀戎,事後喀戎追隨主角一起冒險,到二十八章退場。

- 在《波西傑克森》中出現,化身為波西的拉丁文老師布魯納先生，在現實世界用輪椅掩蓋真實身分,事實上是混血營的營區活動主任。